# Ponte di Piave
Ponte di Piave é uma comuna italiana da região do Vêneto, província de Treviso, com cerca de 7.105 habitantes. Estende-se por uma área de 32 km², tendo uma densidade populacional de 222 hab/km². Faz fronteira com Breda di Piave, Chiarano, Maserada sul Piave, Oderzo, Ormelle, Salgareda, San Biagio di Callalta.

## Demografia
| Variação demográfica do município entre 1861 e 2011                               |
|                                                                                   |
| Fonte: Istituto Nazionale di Statistica (ISTAT) - Elaboração gráfica da Wikipedia |